# Angelina (sång)
Angelina är en låt av Arvingarna 1993 skriven av Lasse Holm och Gert Lengstrand. Det är det femte spåret på albumet i Eloise. Låten låg på Svensktoppen under sju veckor mellan 24 juli och 4 september 1993, med femte plats som bästa placering.

### Fotnoter
1. ↑  https://smdb.kb.se/catalog/id/001503374
2. ↑  https://smdb.kb.se/catalog/id/001503610
3. ↑  https://www.nostalgilistan.se/arvingarna-585/angelina-1966